# Fenoterol
A fenoterol a tüdő légutait megnyitó asztmagyógyszer. Közvetlenül ható szimpatomimetikum, a terápiás dózistartományban szelektív β2-receptor agonista. Nagyobb adagban a β1-receptorokat is serkenti.
A fenoterol ellazítja hörgők és az erek simaizomzatát, továbbá megakadályozza a hörgőszűkítő ingerek, pl. hisztamin, metakolin, hideg levegő, és allergének (a korai reakció során) hatásainak érvényesülését. Gátolja a gyulladáskeltő és hörgőszűkítő hatású mediátorok felszabadulását a hízósejtekből. Ezen kívül, nagyobb adag a légúti mucociliaris clearance-t is fokozza. 
A perorális, vagy még inkább intravénás alkalmazással elérhető magasabb plazmaszintek esetén a fenoterol gátolja az uterus összehúzódását. Nagyobb adagok alkalmazásakor ezen kívül metabolikus hatást is kifejt, fokozza a lipolízist, a glikogenolízist, hyperglycaemiát és hypokalaemiát idéz elő (utóbbi elsősorban a vázizmok fokozott K+-felvételének következménye). A szívműködésen érvényesülő β-adrenerg hatások (pl. tachycardia, pozitív inotrop hatás) a fenoterol vascularis hatásaira, a myocardialis β2-receptorok (ill. a terápiást tartományt meghaladó dózisok alkalmazásakor β1-receptorok) ingerlésére vezethetők vissza. A ß-agonisták gyakran okoznak tremort. A hörgők simaizomzatára kifejtett hatással ellentétben, a β-agonisták szisztémás hatásaival szemben idővel tolerancia alakul ki.
A klinikai vizsgálatok során megállapították, hogy a fenoterol rendkívül hatékonyan enyhíti a kialakult hörgőspazmust. Megakadályozza a különböző ingerek hatására fellépő hörgőspazmus kialakulását, pl. megelőzi a testi megterhelésre, hideg levegő hatására vagy (a korai reakció során) az allergén expozíciót követő bronchoconstrictiót.

## Mellékhatások
A fenoterol rövid hatású béta-agonista, melyet széles körben használtak Új-Zélandon az 1990-es évek elején, de alkalmazása visszaszorult, mert az egyesület soknak tartotta a halálesetek számát.
Ennek oka, hogy további hatása van a β1 receptorra, ami káros hatást fejt ki a szív-és érrendszerre, ami dysrhythmiát és a szív hypoxiát eredményezhet.
A fenoterol növelte a halálozás kockázatát, mert az orvosi segítség hiányában túl nagy adag alkalmazásánál általában súlyos asztmás rohamok léptek fel

## Sztereoizomerek

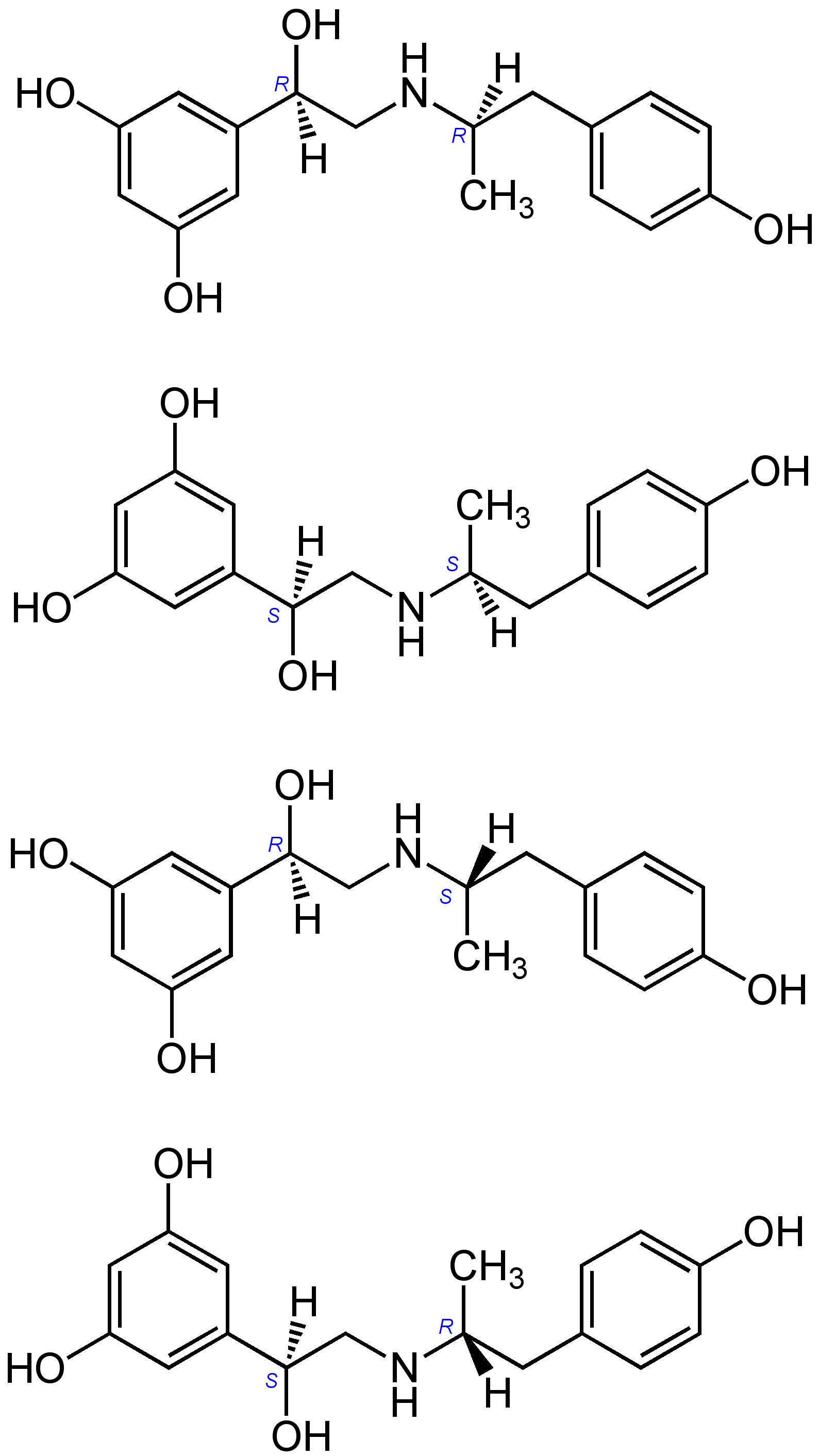
Az 5-(1-hidroxi-2-([2-(4-hidroxi-fenil)-1-metiletil]amino}etil)benzol-1,3-diol négy sztereoizomerje

Az 5-(1-hidroxi-2-{[2-(4-hidroxifenil)-1-metiletil]amino}etil)benzol-1,3-diol molekulában két különböző sztereogén centrum található, így négy sztereoizomerje létezik: az (R,R)-, (S,S)-, (R,S)- és (S,R)-sztereoizomer.

## Készítmények
- BERODUAL
- BERODUAL AEROSOL 21G
- BERODUAL N INHALÁCIÓS AEROSZOL 1X2 hatóanyag
- BEROTEC 0,1%
- BEROTEC 200
- BEROTEC N 100MCG

## Fordítás
- Ez a szócikk részben vagy egészben  a   Fenoterol című angol Wikipédia-szócikk fordításán alapul.  Az eredeti cikk szerkesztőit annak laptörténete sorolja fel. Ez a jelzés csupán a megfogalmazás eredetét és a szerzői jogokat jelzi, nem szolgál a cikkben szereplő információk forrásmegjelöléseként.